# Олександрівська сільська рада (Білозерський район)
Олекса́ндрівська сільська́ ра́да — адміністративно-територіальна одиниця та орган місцевого самоврядування в Білозерському районі Херсонської області. Адміністративний центр — село Олександрівка.

## Загальні відомості
Олександрівська сільська рада утворена в 1913 році.
- Територія ради: 4,611 км²
- Населення ради: 2 596 осіб (станом на 2001 рік)
- Водоймища на території, підпорядкованій даній раді: Дніпровсько-Бузький лиман

## Населені пункти
Сільській раді підпорядковані населені пункти:
- с. Олександрівка

## Склад ради
Рада складається з 20 депутатів та голови.
- Голова ради: Биря Петро Іванович
- Секретар ради: Влощинська Лідія Денисівна

### Керівний склад попередніх скликань
| Прізвище, ім'я, по батькові | Основні відомості                                                                      | Дата обрання | Дата звільнення |
| --------------------------- | -------------------------------------------------------------------------------------- | ------------ | --------------- |
| Биря Петро Іванович         | Сільський голова, 1955 року народження, освіта вища, член Комуністичної партії України | 26.03.2006   | 31.10.2010      |
| Биря Петро Іванович         | Сільський голова, 1955 року народження, освіта вища, член Комуністичної партії України | 31.10.2010   |                 |

Примітка: таблиця складена за даними сайту Верховної Ради України

### Депутати
За результатами місцевих виборів 2010 року депутатами ради стали:

#### За суб'єктами висування
| Суб'єкт висування            | Кількість обраних депутатів | %  |
| ---------------------------- | --------------------------- | -- |
| Комуністична партія України  | 8                           | 40 |
| Самовисування                | 8                           | 40 |
| Соціалістична партія України | 4                           | 20 |

#### За округами
| № округу                     | Прізвище, ім'я, по батькові       | Дата визнання обраним | Освіта             | Партійна приналежність                        | Відомості про обраного депутата                                                      |
| ---------------------------- | --------------------------------- | --------------------- | ------------------ | --------------------------------------------- | ------------------------------------------------------------------------------------ |
| Комуністична партія України  |                                   |                       |                    |                                               |                                                                                      |
| 3                            | Баранова Юлія Пантелеймонівна     | 02.11.2010            | вища               | позапартійна                                  | Олександрівська сільська рада, дикретна відпустка по догляду за дитиною до 3-х років |
| 4                            | Ступак Віктор Юрійович            | 02.11.2010            | середня            | позапартійний                                 | Олександрівська загальноосвітня школа, завгосп                                       |
| 8                            | Караєва Анжела Магерламівна       | 02.11.2010            | середня            | позапартійна                                  | тимчасово не працює                                                                  |
| 11                           | Литош Віктор Анатолійович         | 02.11.2010            | середня спеціальна | позапартійний                                 | Олександрівський ясла-садок, робітник з обслуговування газового обладнання           |
| 13                           | Панасенко Ніна Олександрівна      | 02.11.2010            | середня спеціальна | позапартійна                                  | пенсіонер                                                                            |
| 14                           | Сидорович Наталя Олександрівна    | 02.11.2010            | вища               | позапартійна                                  | Олександрівська сільська рада, інспектор військово-облікового столу                  |
| 17                           | Влощинська Лідія Денисівна        | 02.11.2010            | вища               | позапартійна                                  | Олександрівська сільська рада, секретар                                              |
| 19                           | Котляренко Микола Вікторович      | 02.11.2010            | середня            | позапартійний                                 | ВАТ «Херсонгаз», слюсар                                                              |
| Соціалістична партія України |                                   |                       |                    |                                               |                                                                                      |
| 1                            | Мороз Світлана Дмитрівна          | 02.11.2010            | вища               | позапартійна                                  | Олександрівський Будинок культури, директор                                          |
| 6                            | Сапожник Петро Анатолійович       | 02.11.2010            | середня            | позапартійний                                 | тимчасово не працює                                                                  |
| 9                            | Гасан Лариса Дмитрівна            | 02.11.2010            | середня            | позапартійна                                  | Білозерський РЕЗ і ЕМ, електронаглядач                                               |
| 10                           | Радіонова Марія Павлівна          | 02.11.2010            | середня            | позапартійна                                  | Олександрівський Будинок культури, техпрацівник                                      |
| Самовисування                |                                   |                       |                    |                                               |                                                                                      |
| 2                            | Харламова Олена Фантинівна        | 02.11.2010            | середня            | позапартійна                                  | КС «Громада», кредитний інспектор                                                    |
| 5                            | Корчовський Олександр Тимофійович | 02.11.2010            | середня            | позапартійний                                 | Олександрівське КП, тракторист                                                       |
| 7                            | Витиник Людмила Миколаївна        | 02.11.2010            | середня            | член Всеукраїнського об'єднання «Батьківщина» | тимчасово не працює                                                                  |
| 12                           | Ясіньковська Лариса Анатоліївна   | 02.11.2010            | середня спеціальна | член Партії регіонів                          | Олександрівський ясла-садок, вихователь                                              |
| 15                           | Мазан Іван Павлович               | 02.11.2010            | середня спеціальна | позапартійний                                 | Олександрівське КП, керівник                                                         |
| 16                           | Зачеса Тетяна Олексіївна          | 02.11.2010            | середня спеціальна | член Партії регіонів                          | аптека, фармацевт                                                                    |
| 18                           | Трембецький Віктор Йосипович      | 02.11.2010            | вища               | член Всеукраїнського об'єднання «Батьківщина» | пенсіонер                                                                            |
| 20                           | Ющенко Лілія Володимирівна        | 02.11.2010            | середня спеціальна | член Партії регіонів                          | Білозерський територіальний центр, соціальний працівник                              |

## Населення
Згідно з переписом УРСР 1989 року чисельність наявного населення села становила 2631 особа, з яких 1234 чоловіки та 1397 жінок.
За переписом населення України 2001 року в селі мешкало 2577 осіб.

### Мова
Розподіл населення за рідною мовою за даними перепису 2001 року:
| Мова       | Відсоток |
| ---------- | -------- |
| українська | 90,68 %  |
| російська  | 8,59 %   |
| вірменська | 0,23 %   |
| молдовська | 0,19 %   |
| білоруська | 0,15 %   |
| польська   | 0,04 %   |
| циганська  | 0,04 %   |